# 99.9
99.9 (99.9: La frecuencia del terror) è un film del 1997 diretto da Agustí Villaronga. La pellicola fu presentata in concorso al Sitges - Festival internazionale del cinema fantastico della Catalogna, dove si aggiudicò il premio alla miglior fotografia.

## Trama
Lara è una conduttrice radiofonica che si occupa di una trasmissione sul paranormale. Un giorno riceve un pacco all'interno del quale vi è il materiale che la informa della morte del suo ex fidanzato Víctor. L'uomo è stato trovato morto completamente nudo e impalato sulle inferriate del cimitero della città di Jimena. Indagando, Lara scopre che Víctor era ossessionato dal fenomeno della psicofonia e che sosteneva di poter registrare le voci dei defunti tramite mezzi elettronici, sfruttando come tramite i senzatetto tossicodipendenti.
La donna decide quindi di recarsi a Jimena, dove affitta una stanza nella pensione dello scultore Simón e nelle sue ricerche si fa aiutare dalla giovane cameriera Julia. Lara rintraccia Dolores, un'anziana signora internata in manicomio, la quale le racconta che alcuni secoli prima la casa in cui viveva Víctor era un bordello ed era stata teatro di un massacro di donne e bambini da parte dei soldati francesi. Da allora, secondo Dolores, l'abitazione è infestata e i defunti si manifestano sotto forma di volti che appaiono sulle superfici.

## Produzione
Villaronga si ispirò al caso dei volti di Bélmez, trasferendo l'ambientazione in un villaggio fittizio. Come evidenziato dalla critica, 99.9 si pone in controtendenza rispetto ai canoni dell'horror classico, dal momento che il regista non pare interessato a ricalcarne i cliché, concentrandosi piuttosto sul lato grottesco dell'horror che su quello cruento. Viene, di fatto, considerato un film più thriller che horror, caratterizzato da un'atmosfera rarefatta.
Nell'idea originaria, il film doveva essere in realtà il pilot di una serie televisiva che aveva come tema il paranormale e i fenomeni misteriosi sulla falsariga della popolarissima X-Files, ma il progetto non ottenne i finanziamenti sperati, pertanto Villaronga decise di renderlo una pellicola cinematografica. La serie televisiva era stata inizialmente offerta a Julio Medem, che aveva declinato l'invito e suggerito personalmente di proporre il progetto a Villaronga.
Su El País, Casimiro Torreiro e Teresa Cendros lo definirono "un film ben diretto nonostante la sceneggiatura scadente". La pellicola fu comunque apprezzata ed ottenne alcune candidature e premi di settore.

## Riconoscimenti
- 1997 - Sitges - Festival internazionale del cinema fantastico della Catalogna
  - Miglior fotografia a Javier Aguirresarobe
  - Candidatura al miglior film

- 1999 - Fantafestival
  - Miglior regista a Agustí Villaronga
  - Méliès d'Argent